# László Nagy (balonmanista)
László Nagy (3 de marzo de 1981, Székesfehérvár, Hungría) es un exjugador profesional de balonmano que jugó de lateral derecho. Su último equipo fue el Veszprém KC. 
Fue un componente de la selección de balonmano de Hungría, con la que fue internacional en 209 ocasiones, en las que anotó 749 goles, siendo una de las grandes figuras históricas de la selección magiar.

## Biografía
Su aprendizaje continuó en las categorías juvenil, júnior y absoluto del Pick Szeged. Tras permanecer cuatro temporadas en este equipo húngaro (1996-2000), fichó por el FC Barcelona con tan sólo 19 años y con una amplia proyección. 
Con la selección húngara júnior ha logrado la medalla de bronce en los Europeos de 1997 y 1998, mientras que con la juvenil ha conseguido el título en el Europeo de 1999, disputado en Portugal.
En la temporada 2010-2011 fue escogido como el capitán del FC Barcelona Borges
Durante la final de la Copa ASOBAL 2011, frente al Reale Ademar León, Nagy transformó 9 goles que servirían al conjunto culé para ganar el partido por 27-28, en lo que es la cuarta Copa ASOBAL, para el húngaro, que después sería designado como mejor jugador del torneo. Su gran año le sirvió para ser elegido Mejor Jugador del Mundo en 2011.
En el verano del 2012, se oficializó su traspaso al Veszprém KC, tras la negativa del jugador a continuar en el Barcelona. A pesar de tener un año más de contrato, el húngaro rechazó la oferta de renovación y cualquier opción de continuar como azulgrana, por lo que el FCBarcelona, aceptó la oferta del Veszprém superior a 500.000 euros. Nagy de esa forma, pasó a ser el jugador mejor pagado del mundo con un contrato de 3 millones de euros en 4 años. El 14 de octubre de 2012, contra el Club Balonmano Atlético de Madrid en Liga de Campeones, anotó 10 goles para ser el máximo del encuentro en la victoria del Veszprém por 26-27, poniéndose colíder junto con el THW Kiel del grupo B.
En el Campeonato del Mundo de 2013, llegó junto con Hungría a los cuartos de final enfretándose a Dinamarca. En la primera parte se vieron superados por los daneses, pero en la segunda parte, gracias a los 8 goles de Nagy, se acercaron en el marcador, pero finalmente perdieron el partido. Después de celebrarse la final, fue elegido en el 7 ideal del torneo como mejor lateral derecho.

### Perfil de jugador
Nagy posee unas imponentes cualidades físicas. Tiene un excepcional, potente y colocado lanzamiento a distancia, junto a su polivalencia táctica y a un particular sentido de la creatividad, hacen de él un excelente lateral y un gran pasador.

### Ejemplo de integración en la cultura catalana
El húngaro ha mostrado una conducta ejemplar en materia de integración en Cataluña (España). Además de hablar el castellano, es capaz de expresarse fluidamente en catalán, lo que unido a su profesionalidad le ha permitido granjearse el cariño de la afición azulgrana.

## Equipos
- SC Pick Szeged (1996-2000)
- FC Barcelona (2000-2012)
- Veszprém KC (2012-2019)

## Palmarés

### Fútbol Club Barcelona
- Liga de Campeones (2005 y 2011)
- Liga ASOBAL (2003, 2006, 2011 y 2012)
- Copa del Rey (2004, 2007, 2009 y 2010)
- Copa EHF (2003)
- Supercopa de Europa (2004)
- Supercopa de España (2001, 2004, 2007, 2009 y 2010)
- Copa ASOBAL (2001, 2002, 2010 y 2011)

### Veszprém
- Liga húngara de balonmano (6): 2013, 2014, 2015, 2016, 2017, 2019
- Copa de Hungría de balonmano (6): 2013, 2014, 2015, 2016, 2017, 2018
- Liga SEHA (2): 2015, 2016

### Consideraciones personales
- Mejor Lateral Derecho de la Liga de Campeones (1): 2013
- Mejor Lateral Derecho de la Liga ASOBAL (5): 2003, 2005, 2010, 2011 y 2012
- Elegido mejor jugador del mundo por Handball Planet (2011)[6]
- Máximo goleador y mejor jugador de la Copa Asobal (2011)[7]
- Mejor Lateral Derecho del Mundial (2013)
- Mejor Jugador Húngaro del Año (3): 2009, 2013 y 2015